# بیمارستان کودکان

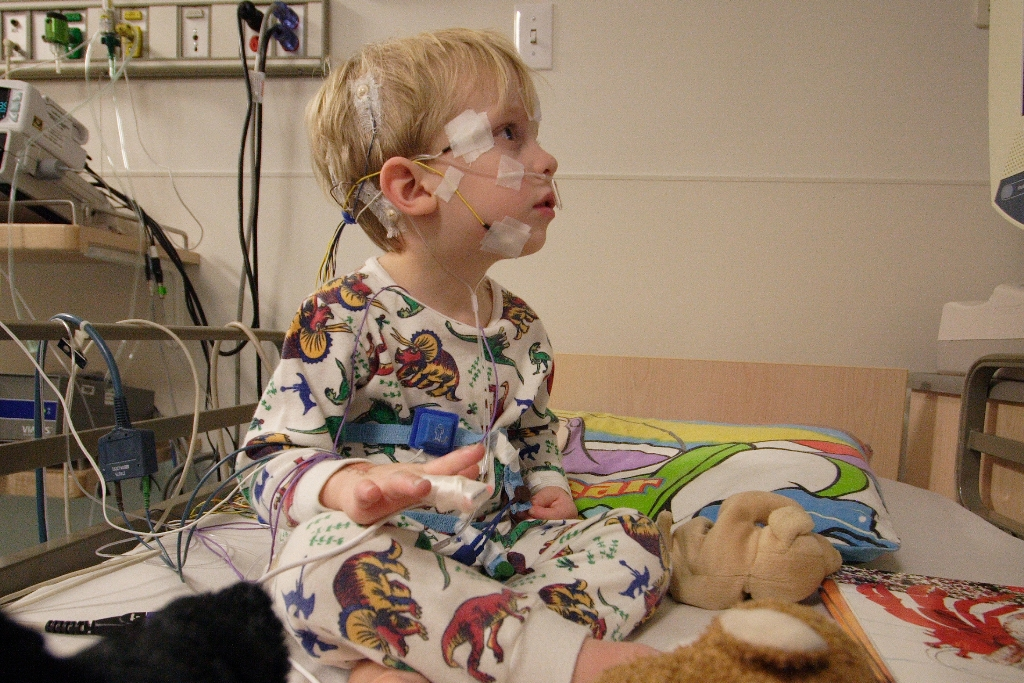
پسر بچه‌ای در بیمارستان کودکان سنت لوئیس

بیمارستان کودکان (به انگلیسی: Children's hospital) (CH) بیمارستانی است که خدمات خود را منحصراً به نوزادان، کودکان، نوجوانان و جوانان از بدو تولد تا سن ۱۸ سالگی، و تا سن ۲۱ سالگی و بالاتر در ایالات متحده ارائه می‌کند. در برخی موارد خاص، ممکن است بزرگسالان را نیز درمان کنند. با جدا شدن تخصص‌های پزشکی و جراحی کودکان از تخصص‌های داخلی و جراحی بزرگسالان، تعداد بیمارستان‌های کودکان در قرن بیستم افزایش یافت.